# Acrochordus granulatus
L'acrocordo granulato (Acrochordus granulatus (Schneider, 1799)), detto anche serpente lima minore, è una specie di serpente che vive nei mari dell'India e dell'Asia meridionale, fino alle Isole Salomone e all'Australia settentrionale.

## Descrizione

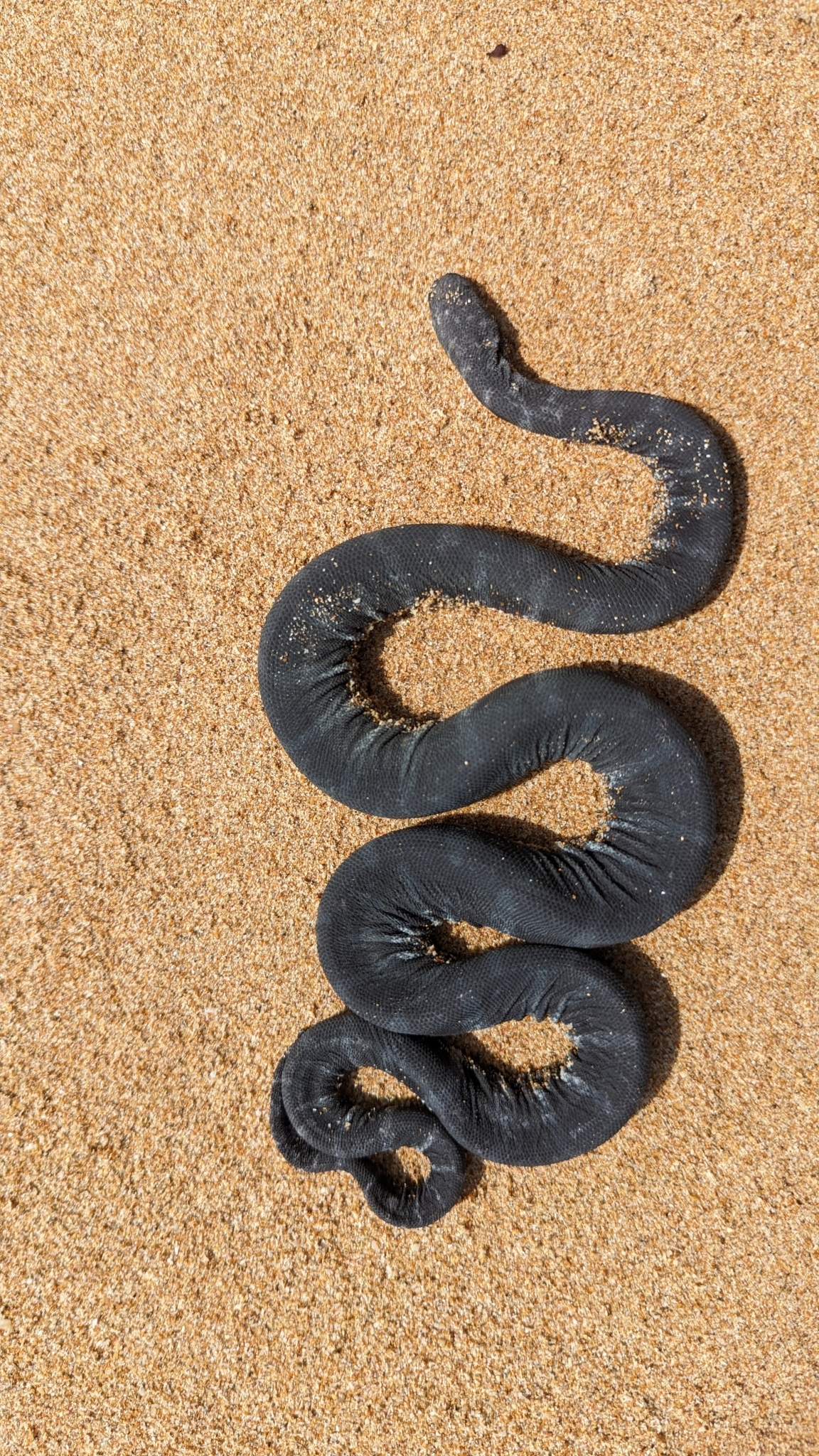
Esemplare di acrocordo granulato

È un animale completamente acquatico e quasi inerme sulla terraferma. La sua pelle si ferisce facilmente, per lo meno in cattività, nonostante abbia una superficie decisamente ruvida (da qui il nome comune).
Gli acrocordi granulati sono sessualmente dimorfici: i maschi sono molto più piccoli delle femmine, e possiedono un tipo di colorazione decisamente più vivace. Questi acrocordi sono meno massicci degli altri appartenenti alla famiglia, e sono caratterizzati da una strana piega cutanea, simile a una sutura, posta longitudinalmente in posizione ventrale.

## Biologia
L'acrocordo granulato si rinviene principalmente in piccole pozze, estuari e acquitrini, anche se vive abitualmente in mare aperto. Secondo alcuni studi, questi acrocordi si nutrono principalmente di pesci gatto, di pesci arcobaleno e dei cosiddetti "grunters". Occasionalmente si cibano di anguille, ma sembra che non caccino anfibi. Gli acrocordi granulati usano la loro pelle ruvida per stritolare le prede sott'acqua. Le femmine di questa specie tendono agguati, mentre i maschi sono predatori attivi.